# Селада-дель-Каміно
Селада-дель-Каміно (ісп. Celada del Camino) — муніципалітет в Іспанії, у складі автономної спільноти Кастилія-і-Леон, у провінції Бургос. Населення — 95 осіб (2010).
Муніципалітет розташований на відстані близько 210 км на північ від Мадрида, 22 км на південний захід від Бургоса.

## Демографія
Динаміка населення (INE ):